# Love Hurts (película de 2025)
Love Hurts (titulada: Este amor sí que duele  en España, Amor explosivo en Hispanoamérica) es una película de acción estadounidense de 2025 dirigida por Jonathan Eusebio, en su debut como director, con un guion de Luke Passmore, Josh Stoddard y Matthew Murray. Está protagonizada por Ke Huy Quan, Ariana DeBose, Daniel Wu, Mustafa Shakir, Cam Gigandet, André Eriksen y Marshawn Lynch.
La película se estrenó en Estados Unidos el 7 de febrero de 2025 por Universal Pictures. La película recibió críticas generalmente negativas de los críticos.

## Argumento
Marvin Gable es un exitoso agente inmobiliario que recientemente ha sido galardonado con el máximo honor por su jefe, amigo y mentor Cliff Cussick. A menudo lo acompaña su cínica y deprimida asistente Ashley, que amenaza constantemente con dejar su trabajo, a pesar de las charlas motivadoras de Marvin. En realidad, Marvin es un ex asesino de "La Compañía", dirigida por su hermano distanciado Alvin "Knuckles". Marvin debía eliminar a una joven abogada llamada Rose después de que ella robara a la Compañía, pero debido a su amor por ella, le dijo que huyera antes de elegir dejar atrás su antigua vida.
En el presente, alrededor del día de San Valentin, Marvin recibe una carta de Rose. Más tarde se enfrenta a Raven, una asesina con cuchillos y obsesionada con la poesía, que ha sido contratada para exigir el paradero de Rose. Marvin noquea a Raven y lo deja en su oficina. Regresa a casa para recoger sus cosas antes de que dos agentes más, King y Otis, lo confronten. Marvin logra luchar contra los dos antes de que Rose lo capture y lo lleve de regreso a su escondite en un club de striptease. Mientras tanto, Ashley descubre a Raven y su poesía y se enamora de él, donde a su vez admira su aprecio por su trabajo. Cliff va a la casa de Marvin donde se enfrenta a Knuckles, quien le cuenta sobre el estilo de vida anterior de Marvin. A pesar de esto, Cliff respeta los esfuerzos de Marvin por cambiar y Knuckles lo mata cuando declara que son "hermanos".
Rose le dice a Marvin que ha recopilado una cantidad insuperable de información sobre el frecuente lavado de dinero de Knuckles, revelando que ha estado engañando a varios socios e incluso ha capturado a su contable Kippy Betts. Rose también había estado coaccionando a la mano derecha de Knuckles, Renny Merlow, quien planeaba traicionarla por temor a que Knuckles se enterara. Rose planea usar la información de Kippy para finalmente acabar con Knuckles y quiere que Marvin vuelva a sus viejas costumbres para ayudarla. Habiéndose escondido en una de las casas que Marvin está vendiendo, llega una pareja con la que Marvin habló previamente, lo que lo obliga a finalizar su trabajo con ellos. Se comunica con Ashley y le pide que traiga los papeles, sin saber que Raven está con ella. Kippy logra escapar y se comunica con Renny, quien a su vez ordena a King y Otis que vengan también.
Mientras Rose se va a enfrentar a Knuckles, Raven, Ashley, Otis y King llegan y se desata una pelea, que resulta en la muerte del rival demasiado entusiasta de Marvin, Jeff Zaks. Marvin y Raven se unen y eliminan a Otis y King, pero Ashley insiste en que Marvin y Raven cesen su pelea ya que está enamorada de este último. Inspirado por esto, Marvin persigue a Rose hasta el escondite de Knuckles y luchan contra sus hombres, con Merlow siendo asesinado. Marvin tiene una pelea final con Knuckles, que termina con él victorioso. Rose revela que se puso en contacto con los gánsteres rusos a los que Knuckles había engañado, lo que provocó que vinieran y se lo llevaran. Marvin finalmente declara su amor por Rose, abrazando con orgullo su pasado y su futuro.

## Reparto
- Ke Huy Quan como Marvin Gable, un ex sicario convertido en exitoso agente inmobiliario.
- Ariana DeBose como Rose
- Daniel Wu como Alvin "Knuckles" Gable, el hermano distanciado de Marvin
- Marshawn Lynch como Rey
- Mustafa Shakir como Cuervo
- Lio Tipton como Ashley
- Rhys Darby como Kippy Betts
- André Eriksen como Otis
- Sean Astin como Cliff Cussick
- Cam Gigandet como Renny Merlow
- Drew Scott como Jeff Zaks

## Producción
En enero de 2024, se informó que se estaba desarrollando una película de acción sin título dirigida por Jonathan Eusebio, con Luke Passmore, Josh Stoddard y Matthew Murray escribiendo el guion y Ke Huy Quan en el papel principal. Y producida por David Leitch a través de su empresa 87 North Productions  La fotografía principal comenzó el 1 de abril en Winnipeg, Manitoba, y concluyó el 17 de mayo.  En marzo, Ariana DeBose se unió al elenco en un papel no revelado. En abril, Daniel Wu, Marshawn Lynch, Mustafa Shakir, Cam Gigandet, André Eriksen y Lio Tipton se unieron al elenco de la película.La fotografía principal comenzó el 1 de abril en Winnipeg, Manitoba, y finalizó el 17 de mayo de 2024. El presupuesto de producción fue de $ 18 millones. La película fue retitulada de With Love a Love Hurts en octubre de 2024 y se reveló que Sean Astin se había unido al elenco.

## Estreno
Love Hurts fue estrenado en los Estados Unidos el 7 de febrero de 2025 por Universal Pictures.

## Recepción

### Taquillas
Al 13 de abril de 2025 ,Love Hurts ha recaudado $15,6 millones en los Estados Unidos y Canadá, y $1,7 millón en otros territorios, para una recaudación mundial de $17,4 millones.
En Estados Unidos y Canadá, Love Hurts se estrenó junto con Heart Eyes y se proyectó que recaudaría entre 7 y 8  millones de dólares en 3055 salas en su primer fin de semana. La película recaudó 2,6  millones de dólares en su primer día, incluidos unos 850 000 dólares de los preestrenos del jueves por la noche. Luego debutó con 5,8  millones de dólares, quedando en tercer lugar detrás de Dog Man y Heart Eyes. En su segundo fin de semana, la película recaudó 4,2 millones de dólares (una caída del 27 %), quedando en sexto lugar.

### Respuesta crítica
En el sitio web de agregación de reseñas Rotten Tomatoes, el 18% de las 146 reseñas de los críticos son positivas, con una calificación promedio de 4.0/10. El consenso del sitio web dice: "Ouchie". Metacritic, que utiliza un promedio ponderado, le asignó a la película una puntuación de 34 sobre 100, basada en 43 críticos, lo que indica críticas "generalmente desfavorables". Las audiencias encuestadas por CinemaScore le dieron a la película una calificación promedio de "C+" en una escala de A+ a F, mientras que los encuestados por PostTrak le dieron una puntuación positiva general del 61%, y el 41% dijo que "definitivamente la recomendaría".
Robert Daniels de RogerEbert.com le dio a la película una de cuatro estrellas y escribió: " Love Hurts está plagada de problemas de compromiso. La comedia romántica de acción quiere ser una película de explotación de antaño con un brillo moderno, pero no está comprometida con el romance, la acción o incluso la comedia que intenta vender".
Richard Roeper del Chicago Sun-Times le dio una estrella y media de cuatro y escribió: "Es como si hubieran tomado varios ingredientes del catálogo de Quentin Tarantino, los hubieran mezclado con una mezcla de peleas de la franquicia Bourne (solo que sin ningún sentido real de amenaza), los hubieran rociado con algunos intentos poco convincentes de humor negro, los hubieran arrojado a una licuadora de inteligencia artificial que funcionaba mal y hubieran presionado 'puré'. Con la tapa abierta".
Ben Kenigsberg, del The New York Times, bromeó diciendo que "el énfasis está en el dolor, no en el amor". Elogió las escenas de acción de la película, pero consideró que la trama y las interacciones entre los personajes eran aburridas y estériles.